# Kő-kövön
A Kő-kövön (Boom Crunch) a Született feleségek (Desperate Housewives) című amerikai filmsorozat százhuszonegyedk epizódja. Az Amerikai Egyesült Államokban először az ABC (American Broadcasting Company) adó vetítette 2009. december 6-án.

## Az epizód cselekménye
Míg a Lila Akác köz a meséket idéző karácsonyi utcai ünnepségre készül, Katherine hasba szúrja magát, és Mike-ot vádolja, mire Susan kénytelen cselhez folyamodni, hogy bebizonyítsa férje ártatlanságát. Azonban mikor Katherine lányát, Dylant a városba hívja, kiderül, hogy az asszony a teljes ideg-összeroppanás szélén áll, ugyanis hónapok óta hazudik Dylannek magáról és Mike-ról. Lynette és Gabrielle folyamatosan egymást marják, mivel Carlos kirúgta, és így nehéz helyzetbe hozta a várandós Lynette-et, Lynette pedig a feljelentéssel veszélybe sodorta Carlos pozícióját a cégnél. Egy félreértést követően Danny elárulja a nagy családi titkot a kórházban dolgozó szemfüles szomszédnak, Monának, aki pénzért hallgatást ígérne Angie-nek. Bree megzsarolja Orsont, aki szó nélkül távozna is neje életéből, ha ki nem derülne, hogy az asszony máris talált valaki mást, mégpedig Karl Mayert, aki titokban egy repülőt rendelt, hogy Bree kezét az égre írva kérje meg. Azonban a repülő zuhanni kezd...

## Mellékszereplők
- Caroline Aaron – Daphne Bicks
- Daniella Baltodano – Celia Solis
- Orson Bean – Roy Bender
- Richard Burgi – Karl Mayer
- Dan Castellaneta – Jeff Bicks
- Maria Cominis – Mona Clark
- Lyndsy Fonseca – Dylan Mayfair
- Kevin Rahm – Lee McDermott
- Perry Smith – Gayle
- Tuc Watkins – Bob Hunter

## Mary Alice epizódzáró monológja
A narrátor, Mary Alice monológja az epizód végén így hangzik (a magyar változat alapján):
„A legeslegszebb karácsony, mindenki csak is erre vágyott, de valami hiba csúszott a gépezetbe, szörnyű, rémületes hiba. Azok számára, akik túlélték, a mai egy nap lesz, amit majd feledni próbálnak azoknak, azonban akik nem ez a karácsony lesz egyszerűen az utolsó.”

## Epizódcímek más nyelveken
- Angol: Boom Crunch
- Francia: L'Étrange Noël de Wisteria Lane (Különös karácsony a Lila Akác közben)
- Olasz: Buon Natale (Boldog karácsonyt!)
- Arabic: حادث تحطم الطائرة (Légikatasztrófa)
- Német: Der große Krach (A nagy bumm)